# Eumecosoma pleuritica
Eumecosoma pleuritica là một loài ruồi trong họ Asilidae. Eumecosoma pleuritica được Wiedemann miêu tả năm 1828. Loài này phân bố ở vùng Tân nhiệt đới.